# Oostbrug (Rotterdam)
De Oostbrug is een basculebrug in de Nederlandse stad Rotterdam, over de haven genaamd "het Haringvliet", ter hoogte van waar die haven uitmondt in het Boerengat. De brug ligt in de Oostmolenwerf, de weg die het Oostplein verbindt met de Maasboulevard.
De brug is onbemand en wordt niet bediend wanneer de Admiraliteitsbrug of de Boerengatbrug geopend is. Ook is er geen bediening wanneer de waterkering wordt gesloten.